# Keiretsu
Um keiretsu (japonês :系列, literalmente, sistema, série, agrupamento de empresas, ordem de sucessão) é um conjunto de empresas com relações comerciais e participações acionárias interligadas. Trata-se de um modelo empresarial onde há uma coalizão de empresas unidas por certos interesses econômicos. Os keiretsus mantiveram o domínio sobre a economia japonesa durante a segunda metade do século XX e, domínio que continua a existir no início do século XXI, mas em menor grau.
As empresas que integram um keiretsu possuem pequenas porções das ações das demais empresas do grupo. É um elemento-chave da indústria de manufatura no Japão.
Estes grupos industriais foram criados para preencher o vazio deixado pela abolição dos zaibatsu depois de 1945. Os maiores são Mitsubishi, Mitsui e Sumitomo.

## História
Os keiretsus surgiram, após a Segunda Guerra Mundial para subsitituir os zaibatsus e se consolidaram durante o milagre econômico japonês.
Após a rendição do Japão, as forças de ocupação aliadas tomaram medidas para dissolver os zaibatsus,  que haviam trabalhado em estreita colaboração com o militarismo japonês durante a primeira metade do Século XX e durante a Segunda Guerra Mundial.
Nesse contexto, em 1947, foi determinada a dissolução completa de 16 zaibatsus, dentre esses: Asano, Furukawa, Nakajima, Nissan, Nomura e Okura. Os bens das famílias controladoras foram confiscados, as holdings eliminadas e as diretorias interligadas foram proibidas.
No entanto, a dissolução completa dos zaibatsus foi, posteriormente, interrompida e parcialmente revertida, pois isso criaria uma desorganização econômica que dificultaria muito a reindustrialização do Japão, o que era importante para evitar o avanço do comunismo na Ásia. Foi da reversão desse processo de dissolução que surgiram alguns keiretsus.

## Tipos
Os principais tipos de keiretsu são os de:
- diversificação horizontal (Kigyō shūdan - 企業集 団)
- manufatura vertical (Seisan keiretsu - 生産 系列)
- distribuição vertical (Ryūtsū keiretsu - 流通 系列)

### Keiretsu horizontal
Um keiretsu horizontal (também conhecido como keiretsu financeiro) tem como núcleo central um instituições financeiras e, em muitos casos, também  uma empresa de comércio exterior (Sogo shosha - Trading company), que tem como finalidade: otimizar os processos de importações e exportação das demais empresas do grupo. As empresas que participam desse grupo empresarial tem relações de participação societária cruzada entre si, enquanto que a instituição financeira impulsiona essas empresas com uma variedade de serviços financeiros. Os principais keiretsus horizontais japoneses, também conhecidos como "Big Six", são:
1. Fuyo, que inclui empresas como a Hitachi;
2. Sanwa;
3. Sumitomo;
4. Mitsubishi;
5. Mitsui; e
6. DKB Group.

Os keiretsus horizontais também podem ter estruturas verticais, chamados de ramos.
Alguns keiretsus horizontais tem indústrias de base como empresas siderúrgicas e de produtos químicos intermediários (não voltados ao mercado consumidor), que atuam como fornecedores confiáveis de insumos indústrias para outras empresas do grupos.
Esse modelo atingiu o pico por volta de 1988, quando mais da metade do valor no mercado de ações japonês consistia em participações cruzadas. Mas, a partir desse ano, os bancos reduziram gradualmente suas participações cruzadas.
A partir de junho de 2015, o código de governança corporativa japonês passou a exigir que as empresas listadas divulguem uma justificativa para suas participações cruzadas. Como resultado desta exigência, os três "megabancos" japoneses (Mitsubishi UFJ Financial, Sumitomo Mitsui Banking Corporation e Mizuho Financial Group) indicaram planos para reduzir, ainda mais, o seu saldo de investimentos em participações cruzadas .

### Keiretsu vertical
Ver: Integração vertical
Nos keiretsus verticais (também conhecidos como keiretsu industriais), ocorre a integração entre fornecedores, fabricantes e distribuidores de uma indústria. Dentre os exemplos desse tipo de keiretsu, podem-se citar: Toyota, Toshiba e Nissan.
Desse modo, são criadas empresas subsidiárias para fortalecer a empresa-mãe (por exemplo, Toyota ou Honda).
Nesse tipo de grupo empresarial, as instituições financeiras têm menor importância.
O modelo vertical é dividido em níveis chamados camadas. A segunda camada constitui os principais fornecedores, seguidos por fabricantes menores, que compõem a terceira e a quarta camadas. Quanto mais baixo o nível, maior o risco de ruptura econômica; além disso, devido à baixa posição na hierarquia do grupos, as margens de lucro são baixas.
Alguns dos keiretsus verticais podem pertencer a um keiretsu horizontal.
Alguns dos keiretsus verticais são empresas familiares, como, por exemplo: Hitotsubashi/Shogakukan, Kodansha e APA.
O keiretsu vertical é considerado um modelo organizacional eficaz e competitivo na indústria automobilística.
| Nome                | Banco | Principais empresas |
| ------------------- | --- | --- |
| Mitsubishi          | Mitsubishi Bank (until 1996) Bank of Tokyo-Mitsubishi (1996 - 2005) Bank of Tokyo-Mitsubishi UFJ (2006 - ) | Mitsubishi Corporation, Kirin Brewery, Mitsubishi Electric, Mitsubishi Fuso, Mitsubishi Motors, Nippon Yusen, Shin-Nippon Petroleum, Tokyo Marine and Fire Insurance, Nikon Corporation |
| Mitsui              | Mitsui Bank (until 1990) Sakura Bank (1990 - 2001) Sumitomo Mitsui Bank (2001 - )                          | Fuji Photo Film, Mitsui Real Estate, Mitsukoshi, Suntory, Toshiba, Toyota |
| Sumitomo            | Sumitomo Bank (until 2001) Sumitomo Mitsui Bank (2001 - )                                                  | Asahi Breweries, Hanshin Railway, Keihan Railway, Mazda, Nankai Railway, NEC, Sumitomo Real Estate                                                                                      |
| Fuyo                | Fuji Bank (until 2000) Mizuho Bank (2000 - )                                                               | Canon, Hitachi, Marubeni, Matsuya, Nissan, Ricoh, Tobu Railway, Yamaha |
| Dai-Ichi Kangyo     | Dai-Ichi Kangyo Bank (until 2000) Mizuho Bank (2000 - )                                                    | Fujitsu, Hitachi, Isuzu, Itochu, Tokyo Electric Power |
| Sanwa ("Midorikai") | Sanwa Bank (until 2002) UFJ Bank (2002 - 2006) Bank of Tokyo-Mitsubishi UFJ (2006 - )                      | Hankyu Railway, Keisei Railway, Kobe Steel, Konica Minolta, Kyocera, Orix, Shin-Maywa, Takashimaya, Toho                                                                                |